# Batyŭlja
Batyŭlja (vitryska: Батыўля) är ett vattendrag i Belarus.   Det ligger i voblasten Homels voblast, i den södra delen av landet, 270 kilometer söder om huvudstaden Minsk.
I omgivningarna runt Batyŭlja växer i huvudsak blandskog. Runt Batyŭlja är det glesbefolkat, med 13 invånare per kvadratkilometer.